# 1193
Cette page concerne l'année 1193  du calendrier julien. Pour l'année 1193 av. J.-C., voir 1193 av. J.-C.
L'année 1193 est une année commune qui commence un vendredi.

## Événements
- 4 mars : après la mort de Saladin à Damas, le sultanat Ayyubide se divise en quatre branches : Égypte (1171-1250), Damas (1186-1260), Alep (1183-1260), Mésopotamie. Al-Malik al-Adel, frère de Saladin réunifiera les possessions ayyubides. Il chassera son neveu Malik al-Afdhal qui tentait de s’emparer de l’Égypte (1198)[1].
- 29 septembre : Takach, Chah du Khârezm s’empare du Khorasan à la mort de son frère Sultan Shah[2].

- Delhi est conquise par les musulmans de Qûtb ud-Dîn Aibak, un général de Muhammad Ghûrî[3]. Une ville est fondée sur un site Hindou ancien.
- Les musulmans, conduits par le général ghuride Muhammad ibn Bakhtiyar Khaldji, occupent le Bihar, donnant le coup de grâce aux communautés bouddhiques[4].
- Dans le Sud-Ouest de l’Inde (Karnataka), les Hoysala, sous leur roi Vîra Ballâla II, s’affranchissent de la suzeraineté châlukya[5]. Ils règnent à partir de leurs capitales Belûr (alors Velapura) puis d’Halebîd (fin en 1317).

- Théodore Mancaphas, gouverneur byzantin de Philadelphie, est battu par le duc du thème des Thracésiens Basile Vatatzès et doit se réfugier à la cour des Turcs seldjoukides à Iconium auprès du sultan Kay Khusraw Ier, qui lui permet de lever des troupes parmi les tribus nomades de la région avec lesquelles il dévaste les territoires frontaliers de l’empire byzantin en 1195-1196[6].

### Europe
- Février : 
  - la captivité de Richard Cœur de Lion est connue en Angleterre[7]. Jean sans Terre, alors régent du royaume d’Angleterre, se déclare vassal du roi de France dans l’espoir d’usurper la couronne. Il repasse en Angleterre en mars avec une compagnie de mercenaires, mais les partisans de Richard, soutenus par la reine Aliénor, résistent à ses intrigues. Assiégé à Windsor par Guillaume le Maréchal, Jean capitule et retourne sur le continent[8].
  - Philippe Auguste profite de l’éloignement de Richard pour s’emparer des fiefs des Plantagenêt en Normandie. Il prend Évreux en février, puis Neubourg, Vaudreuil et un grand nombre de châteaux moins importants, mais ne parvient pas à prendre Rouen défendue par le comte Robert de Beaumont[9].

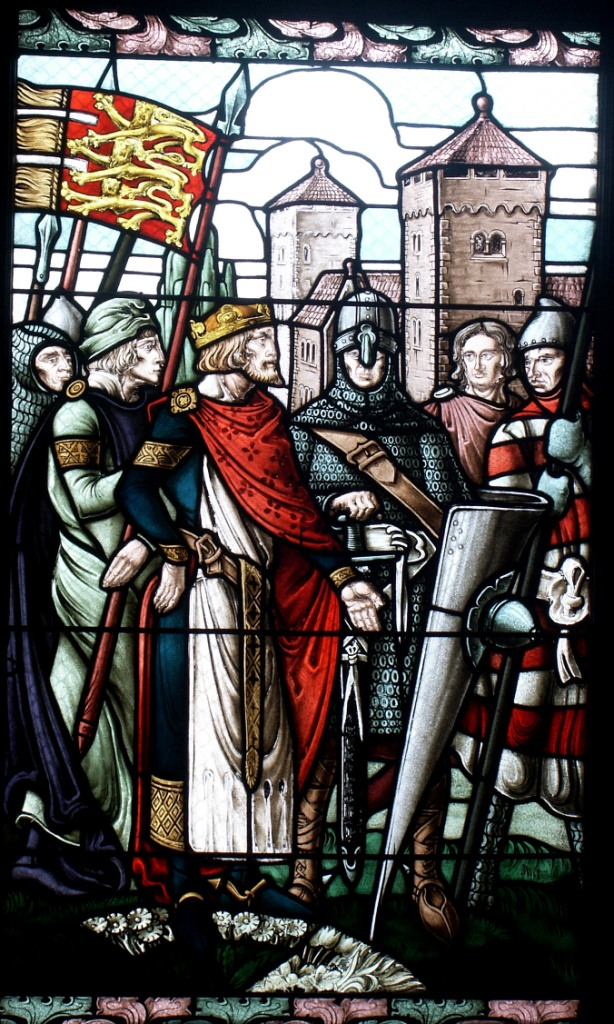
23 mars : Richard Cœur de Lion est conduit devant l’empereur Henri VI

- 23 mars : le roi Richard Cœur de Lion, pris en otage par le duc d’Autriche, Léopold V de Babenberg en décembre 1192 sur le chemin de retour de la croisade, est livré à l’empereur Henri VI[10].

- 12 avril : Philippe Auguste se fait livrer le château de Gisors par le sénéchal Gilbert de Vascœuil[7].

- Mai : L’ordre des Templiers achète des terres au bord du Var[11].

- 29 juin : accord entre Richard et Henri VI pour sa libération contre une forte rançon[7].
- 8 juillet : Philippe Auguste signe la paix à Mantes avec les envoyés de Richard Cœur de Lion (dont Guillaume des Roches)[12].
- Juillet : Dreux IV de Mello devient Connétable de France (fin en 1218)[13].

- 14 août : à Amiens, Philippe Auguste épouse Ingeburge, sœur de Knut VI de Danemark, scellant l’alliance anti-anglaise. Il la répudie dès le lendemain du mariage (il n’aurait pas pu la déflorer) et l’accuse de sorcellerie. Ingeburge est mise dans un couvent. Philippe Auguste la reprendra en 1213[14].
- 5 novembre : synode de Compiègne. L’archevêque de Reims Guillaume prononce le divorce de Philippe Auguste avec Ingeburge[15].

- Victoire de l’armée polonaise du duc Casimir II le Juste sur les Sudoviens alliés aux Kieviens près de Drohiczyn[16].
- Acte qui réunit le comté d’Artois au royaume de France au détriment du Comté de Flandre[17].
- Première mention d’un maire (mayor) connu pour la City de Londres, Henri fitz Ailwin[18].